# Bärbl
Bärbl ist ein weiblicher Vorname.

## Herkunft und Bedeutung
Bärbl ist eine deutsche Variante des Vornamens Barbara. Die Variante ist wesentlich seltener als Bärbel.

## Namensträgerinnen
- Bärbl Bergmann (1931–2003), deutsche Filmregisseurin und Drehbuchautorin
- Bärbl Maushart (* 1944), Politikerin der FDP/DVP
- Bärbl Mielich (* 1952), Abgeordnete von Bündnis 90/Die Grünen im Landtag von Baden-Württemberg